# اچ‌وی‌اف
اچ‌وی‌اف (انگلیسی: Heavy Vehicles Factory) شرکت صنایع جنگ‌افزاری هندی است، که در سال ۱۹۶۱ تأسیس شد.